# Aminoácido proteinogénico
Aminoácidos proteinogénicos (português europeu) ou aminoácidos proteinogênicos (português brasileiro) são aminoácidos precursores das proteínas que são produzidos pelas células mediante o código genético de cada organismo.

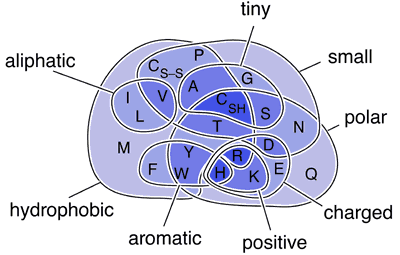
Diagrama de Venn dos aminoácidos.

Existem 22 aminoácidos geneticamente codificados (proteinogênicos), 20 no código genético padrão e dois, selenocisteína e pirrolisina, que podem ser incorporados por mecanismos especiais de tradução.